# Gillan
I Gillan sono stati una band heavy metal britannica fondata nel 1978 da Ian Gillan. I Gillan ricevettero un disco d'oro e quattro d'argento. Nel corso della loro carriera, hanno venduto più di dieci milioni di dischi.

## Storia

### 1978: i Gillan
Abbandonati i Deep Purple, Gillan fondò la Ian Gillan Band. Divenuto insoddisfatto della vena jazz-rock della formazione, il cantante la sciolse, mantenendo il solo tastierista, Colin Towns e formò una nuova band intitolata semplicemente Gillan. Town arruolò il batterista Liam Genockey e il bassista John McCoy, entrambi ex Zzebra, e il chitarrista Richard Brampton, che lascerà quasi subito in favore di un altro membro degli Zzebra, Steve Byrd. La direzione musicale della neonata formazione era maggiormente orientata verso il progressive rock e fu accolta con un certo scetticismo dall'industria discografica. La formazione inizialmente non riuscì a trovare un contratto per la distribuzione americana ed europea, poco interessata a promuovere nuovi artisti hard rock nell'epoca dell'esplosione della punk music.
Il primo disco, Gillan, ottenne un contratto per la distribuzione solo in Giappone, Australia e Nuova Zelanda. La registrazione divenne disponibile in seguito nel 1994 e fu nota come The Japanese Album nella riedizione in CD da parte della RPM Records. Tuttavia, il CD della RPM rimpiazza l'opening strumentale Second Sight con un'altra strumentale, Street Theatre. Per fare fronte ad un mercato sfavorevole per la propria proposta musicale, la band si impegnò in una lunga serie di concerti, causando la defezione di Genockey, che apparve solo per il debutto al festival di Reading del 1978. Per le date successive, al suo posto venne chiamato il giovane Pete Barnacle.
Durante il natale del 1978, Ian Gillan rifiutò l'offerta di Ritchie Blackmore di unirsi ai Rainbow, ma Blackmore fece comunque un'apparizione per Gillan al loro show di natale. Questa fu la prima volta che Gillan e Blackmore suonarono insieme dal 1973.
Dopo la conclusione del tour inglese e giapponese, Gillan sostituì la chitarra di Byrd con quella "urlante" di Bernie Tormé. Il nuovo chitarrista era una vecchia conoscenza di McCoy con quale aveva militato negli Scrapyard, ed era benvoluto dalla stampa specializzata inglese. L'arrivo nella formazione, unita alle primi timidi successi di vendite, assicurò un contratto con una piccola etichetta, la Acrobat Records. Per l'occasione, Gillan sostituì Barnacle col vecchio compagno degli Episode Six, Mick Underwood, dopo aver provato a coinvolgere prima Terry Stannard (ex Kokomo) e Ian Paice (Deep Purple, Whitesnake).

### 1979-1981: il successo
Grazie al contributo di Tormé, la band intraprese un cambio stilistico e si avvicinò all'heavy metal. Questa formazione incise nel febbraio del 1979 Mr. Universe, che contiene ben sei tracce in comune col suo predecessore. In Giappone, in Australia ed in Nuova Zelanda, l'album venne distribuito con una selezione di tracce differenti in modo da evitare la ripetizione della scaletta di Gillan su Mr. Universe. In Regno Unito, il disco riuscì finalmente a fare breccia e si piazzò immediatamente al tredicesimo posto delle classifiche inglesi. Le nuove sonorità riuscirono ad attirare l'attenzione della nascente New Wave of British Heavy Metal, la scena musicale inglese che riconosceva fortemente debitrice nell'eredità dei Deep Purple e, soprattutto, dello stile vocale di Gillan; così la band iniziò a farsi strada anche in Europa. Nel frattempo, la Acrobat andò in bancarotta, ma la Virgin Records offrì al gruppo un contratto per più album.
L'album successivo, Glory Road, ripropose e perfezionò ulteriormente la formula dei predecessori incanalandone l'energia, venandola di ironia nei testi, di sfumature blues e di mirate tematiche giovanili. Le prime 15 000 copie del disco contenevano un secondo 33 giri in omaggio, For Gillan Fans Only, una selezione di brani del primo disco giapponese integrata da brani appartenenti al passato dei singoli musicisti (il materiale, successivamente, fu disponibile come bonus dell'edizione su CD). Glory Road scalò le vette delle classifiche inglesi fino ad assestarsi al terzo posto, ma la band non riuscì ad ottenere alcuna attenzione in Nord America, nonostante un tour lungo e difficoltoso nel 1980. Sulla spinta del successo dell'album, la Virgin rilevò il catalogo della Ian Gillan Band e nel 1983 ripubblicò Live at the Budokan come disco doppio.
Nel 1981 uscì Future Shock, un disco che replicava la formula di Glory Road, ricalcandone il successo nei soliti mercati di riferimento (Regno Unito e Giappone). Nello stesso anno venne anche pubblicato il doppio Double Trouble, contenente un disco in studio ed uno dal vivo, ma la band iniziò ad essere insoddisfatta dell'incapacità di tradurre il successo inglese e giapponese in guadagni. Durante il tour di promozione, prima dell'apparizione a Top of the Pops, Tormé abbandonò e fu sostituito dall'ex White Spirit Janick Gers. L'album successivo, Double Trouble,  pur piazzandosi bene in Regno Unito, non fu ritenuto all'altezza dei precedenti e ricevette forti critiche per la qualità da bootleg delle registrazioni live, contenenti la performance da headliner al Festival di Reading.

### 1982: difficoltà e scioglimento
Nell'agosto dell'82, venne pubblicato il disco Magic, che sembra ritrovare una vene compositiva, complice la supervisione del produttore esterno Mick Glossop (ex collaboratore, tra gli altri, di Frank Zappa). La band attraversava un brutto momento, tra tensioni legate a questioni finanziarie e la necessità di Gillan di effettuare un intervento alle corde vocali. Dopo il tour di Magic, la band partecipò all'ultimo concerto all'arena di Wembley il 17 dicembre, dopodiché il cantante sciolse il gruppo per iniziare i nove mesi di riposo prescritti dai medici. Il gruppo considerò di ultimare la tournée senza il suo cantante, salvo desistere di fronte all'indifferenza dei promoter. Quattro mesi dopo giunse, tra l'incredulità dei vecchi membri, l'annuncio dell'ingresso di Ian Gillan nei Black Sabbath e la band, tra qualche veleno, si sciolse ufficialmente. Nel 1984, Gillan lasciò i Sabbath per partecipare alla reunion dei Deep Purple.
McCoy in seguito rilasciò alcune compilation di out-takes registrate in studio di cui possedeva i diritti, noti come The Gillan Tapes, e si assicurò che i guadagni fossero distribuiti in modo equo tra i membri della band. Bernie Tormé e John McCoy collaborarono anche all'interno del progetto GMT, a cui occasionalmente ha partecipato anche Towns. I residui obblighi contrattuali con la Virgin furono assolti con una raccolta, What I Did on My Vacation, e con un ultimo album che Gillan sceglierà di realizzare con l'amico Roger Glover, Accidentally On Purpose, attribuito ad entrambi.

## Formazioni

### Ultima
- Ian Gillan - voce (1978-82)
- Janick Gers - chitarra (1981-1982)
- John McCoy - basso (1978-82)
- Colin Towns - tastiere (1978-82)
- Mick Underwood - batteria (1979-82)

### Ex componenti
- Liam Genocky - batteria (1978)
- Pete Barnacle - batteria (1978-79)
- Steve Byrd - chitarra (1978-79)
- Bernie Torme - chitarra (1979-81)

## Discografia

### Album in studio
- 1978 - Gillan (a.k.a.The Japanese Album)
- 1979 - Mr. Universe
- 1980 - Glory Road
- 1980 - Future Shock
- 1981 - Double Trouble
- 1982 - Magic

### Live
- 1990 - Live at Reading '80, Raw Fruit
- 1998 - The BBC Tapes Vol 1: Dead of Night 1979, RPM
- 1998 - The BBC Tapes Vol 2: Unchain Your Brain 1980, RPM
- 1999 - Live At The BBC - 79/80, Angel Air
- 2001 - Live Tokyo Shinjuku Koseinenkin Hall, Angel Air
- 2002 - On The Rocks Live in Germany, June 1981, Angel Air
- 2002 - Live Wembley 17 December 1982, Angel Air
- 2006 - Mutually Assured Destruction Glasgow 1982, Angel Air
- 2008 - Live At The Marquee 1978, Angel Air
- 2008 - No Easy Way CD:Live Hammersmith 1980, DVD:Live Edinburgh 1980, Angel Air
- 2009 - Triple Trouble (Recorded live 1981/1982), Edsel

### Compilation
- 1997 - The Gillan Tapes Vol. 1, Angel Air
- 1999 - The Gillan Tapes Vol. 2, Angel Air
- 2000 - The Gillan Tapes Vol. 3, Angel Air
- 2007 - Unchain Your Brain: The Best Of Gillan, Music Club
- 2007 - The Gillan Singles Box Set, Edsel
- 2016 - The Vinyl Collection 1979-1982

### DVD
- 2006 - Live Edinburgh 1980, Angel Air
- 2008 - The Glory Years (Recorded live 1981), Eagle Rock

### Singoli
| 1979                                                | Vengeance / Smoke on the Water                                                                                          | —  | Mr. Universe     |
| 1980                                                | Sleeping on the Job / Higher and Higher                                                                                 | 55 | Glory Road       |
| 1980                                                | No Easy Way / Handles on Her Hips / I Might As Well Go Home (Mystic)                                                    | —  | Glory Road       |
| 1980                                                | Trouble / Your Sister's On My List / Mr. Universe (live) / Vengeance (live) / Smoke on the Water (live) [Double Single] | 14 | Non-album single |
| 1981                                                | Mutually Assured Destruction / The Maelström                                                                            | 32 | Non-album single |
| 1981                                                | New Orleans / Take a Hold of Yourself                                                                                   | 17 | Future Shock     |
| 1981                                                | No Laughing in Heaven / One for the Road / Lucille / Bad News                                                           | 31 | Future Shock     |
| 1981                                                | Nightmare / Bite the Bullet (live)                                                                                      | 36 | Double Trouble   |
| 1982                                                | Restless / On the Rocks (live)                                                                                          | 25 | Double Trouble   |
| 1982                                                | Living for the City / Breaking Chains                                                                                   | 50 | Magic            |
| 1982                                                | Living for the City / Purple Sky [Picture Disc]                                                                         | —  | Magic            |
| 1982                                                | Long Gone / Fiji | —  | Magic            |
| "—" indica che il brano non è entrato in classifica | |    |                  |